# Larry Maguire
Pour les articles homonymes, voir Maguire.
Larry Maguire, né le 1er juin 1949 à Souris au Manitoba, est un fermier, entrepreneur et homme politique canadien.
Il est député à l'Assemblée législative du Manitoba de la circonscription de Arthur-Virden de 1999 à 2013 sous la bannière du Parti progressiste-conservateur du Manitoba et député conservateur de la circonscription de Brandon—Souris à la Chambre des communes du Canada de 2013 à 2025.

## Biographie
Né le 1er juin 1949 à Souris au Manitoba, Larry Maguire est fermier et proprétaire de l'entreprise Maguire Farms Limited qu'il exploite avec sa femme Beryl à Elgin à partir de 1975. Il vend ses terres agricoles en 2001 après avoir été élu député. Il est président de l'Association des producteurs de blé de l'Ouest canadien (en) de 1995 à 1999,.

### Carrière politique
En 1993, il se présente une première fois en politique fédérale comme candidat du Parti progressiste-conservateur du Canada dans la circonscription de Brandon—Souris lors des élections d'octobre. Il termine troisième, battu par le candidat libéral, Glen McKinnon (en) et derrière le candidat réformiste Edward Agnew. Il s'agit de la première défaite du Parti progressiste-conservateur depuis la création de la circonscription en 1953.

#### Député provincial
En avril 1999, il se tourne vers la politique provinciale en soumettant sa candidature à l'investiture du Parti progressiste-conservateur du Manitoba dans la circonscription d'Arthur-Virden. D'abord perdant face à son rival, Gary Nestibo, il gagne une seconde investiture en août après l'expulsion de Nestibo du parti à la suite d'une enquête concernant des ventes de terrains douteuses et de cumul de votes. Le 21 septembre suivant, il remporte l'élection et devient député à l'Assemblée législative du Manitoba. Son parti se retrouve cependant dans l'opposition, le Nouveau Parti démocratique du Manitoba sous la direction de Gary Doer formant un gouvernement majoritaire.
Maguire est réélu en 2003, 2007 et 2011 mais son parti reste toujours dans l'opposition.

#### Député fédéral
En 2013, il profite du départ de Merv Tweed, député du Parti conservateur du Canada dans la circonscription de Brandon—Souris depuis le 28 juin 2004, pour se faire élire dans cette circonscription lors d'une élection partielle. Il remporte le scrutin après une chaude lutte avec le candidat libéral Rolf Dinsdale. Il termine avec 44,2 % des voix et une majorité de 389 voix, très loin des 63,7 % des voix et 13 541 voix de majorité obtenus en 2011 par Merv Tweed, le candidat conservateur. Il augmente cependant son pourcentage de vote obtenant plus de 50 % des voix lors de ses réélections en 2015, 2019 et 2021.
En mars 2025, il annonce renoncer à se présenter de nouveau lors des élections du 28 avril pour des raisons de santé.